# ヨーロッパにおける民族自決 (1920年)

第一次世界大戦による国境の変遷。

ヨーロッパにおける民族自決（ヨーロッパにおけるみんぞくじけつ）は、第一次世界大戦後、パリ講和会議において、ウッドロウ・ウィルソン・アメリカ合衆国大統領の提唱した「民族自決」の元に独立した（国家承認された）ヨーロッパ諸国を指す。

## 概要
第一次世界大戦の終結後、ロシア革命及び敗戦国となった中央同盟の解体によって空白となった東欧地域が独立の主体となった。ただしウィルソン大統領は、民族自決をヨーロッパ列強諸国の植民地にも自決権を与えようとしたため、戦勝国イギリス、フランスが反対し、自決権は、ヨーロッパのみに留められた。自決権によって保障された国家の承認は1920年になされた。これらの諸国は、ヴェルサイユ体制において独立が維持されたが、世界恐慌以後は政情は安定せず、また小国ゆえに大国の緩衝国と成り果て、第二次世界大戦が勃発すると次々に侵略を受け、独立を喪失した。

## 民族自決によって独立国となった国
- エストニア - 1918年2月24日、ロシア帝国より独立。
- オーストリア - 1918年11月12日、オーストリア＝ハンガリー帝国より独立。
- チェコスロヴァキア - 1918年10月28日、オーストリア＝ハンガリー帝国より独立。
- ハンガリー人民共和国 - 1918年10月31日、オーストリア＝ハンガリー帝国より独立。1920年に国王空位で摂政が統治する王制へ移行し、ハンガリー王国に。
- フィンランド王国 - 1917年12月6日、ロシア帝国より独立。1919年に共和制へ移行し、フィンランド共和国に。
- ポーランド - 1918年11月18日、ロシア帝国より独立。
- ラトビア - 1918年11月18日、ロシア帝国より独立。
- リトアニア王国 - 1918年2月16日、ロシア帝国より独立。同年11月2日に共和制へ移行し、リトアニア共和国に。
- ユーゴスラヴィア王国（セルボ・クロアート・スロヴェーヌ王国） - 1918年12月1日、セルビア王国を主体に成立。